# 爪哇肉桂
爪哇肉桂（学名：Cinnamomum javanicum）为樟科肉桂属的植物。分布于印度尼西亚、马来西亚、越南以及中国大陆的云南等地，生长于海拔1,400米的地区，一般生长在密林中，目前尚未由人工引种栽培。